# Spurfolgerecht
Das Spurfolgerecht (auch verkürzt engl. „following“ / „tracing“) ist das Recht, Vermögen, unter Umständen auch den daraus erworbenen Gewinn, zu (1) verfolgen und (2) den Verbleib festzustellen. Gemäß der Rs Foskett v McKeown wird unter „Following“ die Nachverfolgung desselben Vermögens verstanden und unter „Tracing“ die Identifikation neuen Vermögens, das durch das alte geschaffen oder ganz oder teilweise ersetzt (substituiert) wurde.
Durch das Spurfolgerecht kann z. B. das Treugut (Eigentum) eines Trusts von den Begünstigten aus den Händen unberechtigter (bösgläubiger) Dritter oder des Treuhänders zurückverlangt werden (siehe auch Vindikationslage).
Es ist grundsätzlich nicht Aufgabe des Spurfolgerechts, eine Vermögensverschiebung rückgängig zu machen, sondern lediglich die bösgläubige oder fehlerhafte Vermögensverschiebung nachvollziehbar zu machen und den Gerichten zu ermöglichen, hierzu eine Entscheidung zu fällen. Das Spurfolgerecht geht grundsätzlich verloren, wenn das Eigentum nicht mehr aufgefunden werden kann oder selbst ersatzlos untergegangen (zerstört) ist (beachte hierzu z. B. die Rs. Lipkin Gorman v Karpnale).

## Wortbedeutung
Im Zusammenhang mit der Spurfolge bedeutet der erste Wortteil Spur (engl. trace) „Eindruck“. Im Sinne der Kriminalistik bedeutet die „Spur“ Gegenstände oder Hinweise, die für eine Tat Beweise liefern können (siehe auch: Spur in der Kriminalistik). Der zweite Wortteil „folge“ ist im Sinne von „Nachverfolgung“ zu verstehen. Somit ist die Spurfolge im Sinne einer Nachverfolgung einer deutlich erkennbaren Spur (Fährte) zu verstehen (siehe auch, „Jemandem auf die Spur kommen“, „der Spur eines Diebes nachgehen“, „dem Dieb auf die Spur kommen“).
„Spurfolge ist die Verfolgung der Spuren eines Diebes im älteren Recht. Im fränkischen Recht ist die Spurfolge nur in einer Frist von 3 Nächten zulässig. Die Spurfolge erlaubt, wenn die Spur in ein Haus führt, dessen Durchsuchung.“
Spurfolge bzw. Spurfolgerecht wird in der heutigen deutschsprachigen Rechtswissenschaft weitgehend in Zusammenhang mit Treuhandverhältnissen (Trust) verwendet.

## Spurfolgerecht im Mittelalter
Das Spurfolgerecht musste im Mittelalter – im Gegensatz zur Anefangklage – sofort aufgenommen werden und die Spuren des Diebstahls (mittellat.: vestigium minare bzw. vestigium sequi; angelsächs.: trod bedrífan) verfolgt und nach Möglichkeit der Dieb dingfest gemacht werden. Den Beginn der Verfolgung bildete die Aufforderung (Gerüfte im Sinne von Aufruf, Gezeter) an die Nachbarn, den Bestohlenen bei der Verfolgung zu unterstützen. Dieser Aufforderung hatte der Nachbar bei sonstiger Strafe zu folgen, und zusammen wurde die Spurfolge aufgenommen. Die Behinderung dieser das Diebesgut Suchenden (vestigio ducente) im Rahmen der Spurfolge wurde wiederum mit Strafe belegt, und die Suchenden waren auch berechtigt, in zuvor genau bezeichneten Objekten Hausdurchsuchungen nach genauen Regeln vorzunehmen. In weiterer Folge (etwa Zeit der Merowinger) wurde im fränkischen Recht die Spurfolge durch eine amtliche Organisation und die Haftung bestimmter Gebiete für die darin erfolgten Diebstähle ersetzt.
Das Spurfolgerecht war zeitlich begrenzt, oftmals auf drei Tage und auch, solange eine Spur identifizierbar war. Konnte durch die Spurfolge das Diebesgut nicht innert der gesetzten Frist (z. B. drei Tage) erlangt werden oder wurde gar keine Spurfolge durchgeführt, musste die Anefangklage erhoben werden, wenn das Diebesgut bei einer anderen Person angetroffen wurde.

## Spurfolgerecht im liechtensteinischen Recht
Gemäß den Bestimmungen des Art 912. Abs. 3 PGR kann ein Dritter gutgläubig Eigentum an Gegenständen des Treuguts und auch Forderungen erwerben, auch wenn der Treuhänder nach der Treuhandurkunde (Trusturkunde) gar nicht verfügungsberechtigt war. In solchen Fällen ist ein Spurfolgerecht im Vorhinein erfolglos.
Nach Rechtsansicht des liechtensteinischen Obersten Gerichtshofs steht der liechtensteinischen Stiftung, die von ihrem Stiftungsrat deliktisch und/oder treuwidrig geschädigt wurde, gegenüber dem Dritterwerber ebenfalls kein Spurfolgerecht zu. Das in (Art. 932a PGR) § 30 Abs. 1 und 2 TrUG i. V. m. Art. 552 Abs. 4 PGR genannte Spurfolgerecht ist auf Stiftungen auch nicht im Analogieschluss anzuwenden.